# Slavjanka
För andra betydelser, se Slavjanka (olika betydelser).
Slavjanka (bulgariska: Славянка) är en bergskedja i Bulgarien, på gränsen till Grekland.   Den ligger i regionen Blagoevgrad, i den sydvästra delen av landet, 150 km söder om huvudstaden Sofia. Den högsta punkten är 2 193 meter över havet.